# Mario Beusan
Mario Beusan (Zagreb, 25. lipnja 1944. – Zagreb, 5. veljače 2022.), bio je hrvatski arhitekt i dizajner. Pretežito se bavio interijerom i oblikovanjem izložaba.

## Životopis

### Obrazovanje
U Zagrebu je završio gimnaziju. Skoro cijelu gimnaziju sanjario je da će upisati Likovnu akademiju, no roditelji su ga uvjeravali da arhitektura objedinjuje i likovnost i funkcionalnost. Godine 1974. je diplomirao, a zatim i magistrirao (1989. godine) na Arhitektonskom fakultetu Sveučilišta u Zagrebu.
Za vrijeme studija radio je u Zavodu za arhitekturu Arhitektonskog fakulteta u grupi profesora
Miroslava Begovića kao projektant suradnik. Nakon diplomiranja zaposlio se na Arhitektonskom
fakultetu kao asistent, gdje kasnije postaje docentom (1999. godine) i izvanrednim profesorom. 
Naslov njegova magistarskog rada je:  "Prilog istraživanju dvoraca i kurija Hrvatskog zagorja, efikasnija zaštita i turizam". Godine 1998. odobren mu je naslov doktorske disertacije "Feudalna arhitektura Hrvatskog zagorja u funkciji razvoja kulturnog turizma".

### Djelatnost
Uz pedagošku i znanstvenu djelatnost sustavno se bavio projektantskim radom, najviše adaptacijama
i interijerima koje karakterizira čistoća prostorne koncepcije, profinjenost i suzdržanost oblikovanja,
što je glavno obilježje njegovog umjetničkog rukopisa. Među tim projektima ističu se: uređenje
dvorišne zgrade i dvorane Matice hrvatske, kabineti znanstvenika u Institutu za medicinska
istraživanja, knjižara Tamaris, Rektorat Sveučilišta - sve u Zagrebu te upravna zgrada Muzeja u Županji.
Od 1973. godine bavio se oblikovanjem izložbi te je do 2020. godine projektirao 248 izložbi i 36 stalnih muzejskih
postava. Ostvario je niz zapaženih izložbenih projekata u najuglednijim galerijama i muzejima u
Hrvatskoj, Sloveniji, Mađarskoj, Francuskoj, Njemačkoj, Austriji, Češkoj, Belgiji, Slovačkoj, Finskoj,
Italiji, Litvi, Srbiji, Kini, Irskoj i Crnoj Gori, u Zagrebu u Umjetničkom paviljonu, Klovićevim dvorima,
Muzeju Mimara, Domu hrvatskih likovnih umjetnika, Gliptoteci HAZU, Muzeju za umjetnost i obrt, Hrvatskom povijesnom muzeju, Grafičkom kabinetu HAZU-a, Arheološkom muzeju te u Muzeju Slavonije u Osijeku, Muzeju grada Siska, Muzeju hrvatskih arheoloških spomenika u Splitu, Arheološkom muzeju u Zadru. Njegove zapažene izložbe ostvarene su i u Narodnom muzeju u Ljubljani, u Pokrajinskom muzeju u Celju, u Palači UNESCO-a u Parizu, u Vijeću Europe u Strasbourgu, u Donauschwäbisches Zentralmuseumu u Ulmu, u Savario Museumu u Szombathelyju. Izložbama koje je postavio posvetio je knjigu Arhitektura izložbe zbog kojih je i dobio nagradu Likovnog razreda HAZU za ciklus arhitektonskih muzejskih izložbenih postava koje je radio od 2015. do 2019. godine.
Sudjelovao je na znanstvenim skupovima te je objavljivao znanstvene i stručne radove u raznim časopisima. Autor je radova iz područja arhitekture i umjetničkog oblikovanja emajla. Njegovi su radovi u emajlu bili izloženi na svjetskim izložbama u Limogesu, Coburgu, Lavalu, Los Angelesu te Tokiju. Godine 1982. nagrađen je na 6. međunarodnom bijenalu emajla u Limogesu.
Predavao je predmete: Projektiranje VIII, Interijer, vodio je arhitektonske i urbanističke radionice te je uveo novi predmet Materijali i uređaji u interijeru. Autor je brojnih znanstvenih radova koji se tiču područja zaštite i reanimacije feudalne graditeljske baštine.
U svome radu teži humanističkim usmjerenjima, a posebnu radost nalazi u istraživanju tijekova hrvatske kulturne, povijesne i graditeljske baštine.
Bio je predsjednik Umjetničkog savjeta ULUPUH-a.
Svoj umjetnički rad predstavio je izložbom „Mario Beusan: Arhitektura izložbe – na tragu hermeneutičkog diskursa“ u Gliptoteci HAZU.
Preminuo je u Zagrebu 5. veljače 2022. godine.

## Odabrane izložbe
- „Rano kršćanstvo u kontinentalnoj Hrvatskoj“, Arheološki muzej u Zagrebu, 1994. godine
- „Znanost u Hrvata“, Klovićevi dvori, Zagreb, 1996. godine
- „Koncept“, međunarodna izložba fotografije, Umjetnički paviljon, Zagreb, 1996. godine
- „Muzeopis“, izložba o 150-oj obljetnici Narodnog muzeja u Zagrebu, Hrvatski povijesni muzej, Zagreb, 1996. godine
- „Kartografi, geognostičke projekcije za 21. stoljeće“, međunarodna izložba, Muzej suvremene umjetnosti, Zagreb, 1997. godine
- „Od golubice do mira“, Ministarstvo kulture RH, palača UNESCO-a, Pariz, 1997. godine
- „Slava Saboru“, Hrvatski povijesni muzej, Zagreb, 1997. godine
- „Ivan Meštrović – likovi i prizori iz Danteova Pakla“, Gliptoteka HAZU, Zagreb, 2003. godine

## Priznanja i nagrade
- Nagrada osvojena na „VI. Biennale internationale de l’art de l’émail“ u Limogesu 1982. godine
- Medalja Grada Zagreba i priznanje predsjednika RH Stjepana Mesića za stalni postav Hrvatskog školskog muzeja, 2000. godina
- Velika nagrada za životno djelo ULUPUH-a, 2005. godine
- Nagrada „Bernardo Bernardi“ Udruženja hrvatskih arhitekata za najuspješnije arhitektonsko ostvarenje u području oblikovanja i unutrašnjeg uređenja, 2007. godine
- Biskupska medalja za poseban doprinos uređenju zgrade, za koncepciju i trajni postav Dijecezanskog muzeja Požeške biskupije, Požega, 2016. godine

Za osobite zasluge u kulturi primio je 1998. godine odlikovanje Reda Danice Hrvatske s likom Marka Marulića, te Nagradu Hrvatske akademije znanosti i umjetnosti za najviša znanstvena i umjetnička dostignuća u Republici Hrvatskoj u području likovnih umjetnosti za 2019. godinu.

## Vanjske poveznice
- Mrežna stranica Mario Beusan - ULUPUH
- Beusan, Mario Hrvatska tehnička enciklopedija, portal hrvatske tehničke baštine. LZMK